# Bobby Kotick
Robert A. Kotick (narozen 1. března 1963) je americký podnikatel, který v letech 1991 až 2023 působil jako výkonný ředitel společnosti Activision Blizzard a dříve Activision. Generálním ředitelem společnosti Activision se stal poté, co v předchozím roce koupil podíl ve společnosti. Kotick koncem roku 2000 inicioval fúzi společností Activision a Vivendi Games, která vedla k vytvoření společnosti Activision Blizzard v roce 2008 a jeho jmenování prvním generálním ředitelem této společnosti. Působil také v několika správních radách, mimo jiné v letech 2012 až 2022 ve společnosti The Coca-Cola Company a v letech 2003 až 2008 ve společnosti Yahoo! Po převzetí společnosti Activision Blizzard společností Microsoft odešel Kotick 29. prosince 2023 do důchodu.

## Život
Robert A. Kotick se narodil 1. března 1963 v USA a vyrůstal v Roslynu na Long Islandu ve státě New York. O podnikání se začal zajímat již v raném věku. Na střední škole měl Kotick vlastní vizitky a na střední škole podnikal v pronájmu manhattanských klubů po večerech. Na počátku 80. let studoval dějiny umění na Michiganské univerzitě.

## Kariéra

### Začátek kariéry
Ještě jako student Michiganské univerzity v roce 1983 založil Kotick s kamarádem Howardem Marksem na koleji technologickou společnost Arktronics. Oba vyvíjeli software pro počítač Apple II. Během druhého ročníku se Kotick seznámil se Stevem Wynnem a nabídl mu, aby do společnosti Arktronics investoval. Wynn později do společnosti investoval 300 000 dolarů a o softwaru Arktronics se dozvěděl Steve Jobs. Setkal se s Kotickem a Marksem v Ann Arbor a poradil jim, aby zanechali studia a zaměřili se na podnikání v oblasti softwaru. Kotick radu přijal a opustil Michiganskou univerzitu, aby se mohl plně věnovat své společnosti.
V roce 1987 se Kotick pokusil získat společnost Commodore International. Plánoval z počítače Amiga 500 odstranit klávesnici a diskovou jednotku a přeměnit jej na videoherní systém. Nepodařilo se mu přesvědčit tehdejšího předsedu představenstva společnosti Commodore Irvinga Goulda, aby prodal kontrolu nad společností. Kotick byl generálním ředitelem společnosti Leisure Concepts od června 1990 do prosince 1990.
V prosinci 1990 Kotick a jeho partner Brian Kelly koupili 25% podíl v téměř zkrachovalé společnosti Activision, tehdy známé jako Mediagenic. Změnil název zpět na Activision, provedl úplnou restrukturalizaci společnosti a přeorientoval ji na videohry. V únoru 1991 se Kotick stal generálním ředitelem společnosti Activision. V letech 1997 až 2003 společnost Activision získala devět vývojářských studií a v roce 1995 vydala svůj první herní hit.
Ve společnosti Activision si Kotick vytkl za cíl vybudovat „institucionálně kvalitní, dobře řízenou společnost se zaměřením na nezávislé vývojáře“. V rozhovoru pro herní blog Kotaku ze 14. června 2010 Kotick prohlásil: „...Součástí celé filozofie Activisionu bylo, že ať už jste přímo vlastněni, nebo ne, pokud jste studio, máte kontrolu nad svým osudem, můžete rozhodovat o tom, koho najmete, flexibilitu v tom, jaké produkty budete vyrábět, jak je budete vyrábět, harmonogramy vhodné pro jejich výrobu, rozpočty.“.
Kotick byl také zakladatelem společnosti International Consumer Technologies a od roku 1986 do ledna 1995 byl jejím prezidentem. V roce 1995 se společnost International Consumer Technologies stala dceřinou společností společnosti Activision.

### Activision Blizzard
V listopadu 2006 začal Kotick jednat o fúzi s herní divizí francouzského zábavního konglomerátu Vivendi, do níž patřily společnosti Blizzard Entertainment a Sierra Entertainment. Kotick navrhl fúzi Activision Blizzard, čímž vznikla nová společnost Activision Blizzard. Akcionáři společnosti Activision Blizzard schválili Koticka do funkce generálního ředitele sloučené společnosti 9. července 2008. Kotick uvedl, že jeho cílem je navázat na úspěchy společnosti Blizzard na asijském trhu a uvést tam hry společnosti Activision.
Kotick využil postavení společnosti Activision Blizzard v oboru k tomu, aby tlačil na partnery při prosazování změn, které by podle něj prospěly herní komunitě. V červenci 2009 Kotick pohrozil, že přestane vyrábět hry pro platformu PlayStation 3, pokud společnost Sony nesníží cenu herní konzole. Kotick také naléhal na britskou vládu, aby společnost Activision odměnila za to, že nadále investuje do fondu herních vývojářů v zemi, a poskytla jí stejné druhy daňových pobídek, jaké poskytují Kanada, Singapur a země východního bloku. Kotick vyhlásil soutěž nezávislých her s celkovou dostupnou finanční odměnou 500 000 dolarů pro malé vývojáře pracující s novými platformami a prohlásil, že „udržení vášně pro vývoj her je něco, co je pro něj důležité“.
V říjnu 2016 Kotick oznámil vytvoření Overwatch League společnosti Activision Blizzard.  Začátkem téhož roku Activision koupil společnosti King a Major League Gaming. V červnu 2017 časopis Fortune uvedl, že se Kotick stal „nejdéle sloužícím šéfem jakékoli veřejně obchodované technologické společnosti“. Pod jeho vedením společnost schválila vývoj filmů podle svých videoher a měla vyvinuté nový projekt eSport. 